# Dolichomitus debilis
Dolichomitus debilis là một loài tò vò trong họ Ichneumonidae.